# 热河路
热河路，是江苏省南京市的一条道路，以热河省为名，北起下关火车站，南至热河路广场。长800米，宽30米。

## 历史
北段原为明代护城河，宽60-80米，南端为黄泥滩。1930年5月填河辟路，命名为“热河路”。路幅起初12米，1947年春扩建至30米。
2018年曾有“表白墙”因歌曲《热河》走红。